# Mike Schlaich
Mike Schlaich (Cleveland, 1960) é um engenheiro civil alemão.
É professor ordinário da Universidade Técnica de Berlim.

## Vida
Mike Schlaich é filho de Jörg Schlaich e neto de Ludwig Schlaich.

## Publicações
- com Ursula Baus: Fußgängerbrücken: Konstruktion - Gestalt - Geschichte, Birkhäuser, Basel, Boston, Berlin 2008, ISBN 978-3-7643-8138-7, englische Ausgabe Footbridges: construction - design - history, ISBN 978-3-7643-8139-4